# شوارمه
شوارمه (به آلمانی: Schwarme) یک شهر در آلمان است که در دیفولتس واقع شده‌است. شوارمه ۲٬۴۹۱ نفر جمعیت دارد.